# Villeneuve-l'Archevêque
Pour les articles homonymes, voir Villeneuve et L'Archevêque.
Villeneuve-l’Archevêque est une commune française située dans le département de l'Yonne en région Bourgogne-Franche-Comté (sud-est de Paris).
Ses habitants sont appelés les Villeneuviens.

## Géographie

### Localisation
La commune est située dans la vallée de la Vanne, au nord de la Forêt d'Othe, entre Troyes et Sens. La proximité d'une sortie de l’Autoroute A5 la met désormais à environ 1h30 de Paris.
Le canton est à la frontière de la région Champagne-Ardenne, ce qui explique en partie l’histoire de la ville.

### Climat
Pour des articles plus généraux, voir Climat de la Bourgogne-Franche-Comté et Climat de l'Yonne.
En 2010, le climat de la commune est de type climat océanique dégradé des plaines du Centre et du Nord, selon une étude du Centre national de la recherche scientifique s'appuyant sur une série de données couvrant la période 1971-2000. En 2020, Météo-France publie une typologie des climats de la France métropolitaine dans laquelle la commune est exposée à un climat océanique altéré et est dans la région climatique Nord-est du bassin Parisien, caractérisée par un ensoleillement médiocre, une pluviométrie moyenne régulièrement répartie au cours de l’année et un hiver froid (3 °C).
Pour la période 1971-2000, la température annuelle moyenne est de 10,8 °C, avec une amplitude thermique annuelle de 15,7 °C. Le cumul annuel moyen de précipitations est de 703 mm, avec 11,5 jours de précipitations en janvier et 7,4 jours en juillet. Pour la période 1991-2020, la température moyenne annuelle observée sur la station météorologique de Météo-France la plus proche, « Flacy », sur la commune de Flacy à 4 km à vol d'oiseau, est de 11,2 °C et le cumul annuel moyen de précipitations est de 740,8 mm. 
La température maximale relevée sur cette station est de 41,9 °C, atteinte le 25 juillet 2019 ; la température minimale est de −25 °C, atteinte le 9 janvier 1985,,.
Les paramètres climatiques de la commune ont été estimés pour le milieu du siècle (2041-2070) selon différents scénarios d'émission de gaz à effet de serre à partir des nouvelles projections climatiques de référence DRIAS-2020. Ils sont consultables sur un site dédié publié par Météo-France en novembre 2022.

## Urbanisme

### Typologie
Au 1er janvier 2024, Villeneuve-l'Archevêque est catégorisée bourg rural, selon la nouvelle grille communale de densité à sept niveaux définie par l'Insee en 2022.
Elle est située hors unité urbaine. Par ailleurs la commune fait partie de l'aire d'attraction de Sens, dont elle est une commune de la couronne,. Cette aire, qui regroupe 65 communes, est catégorisée dans les aires de 50 000 à moins de 200 000 habitants,.

### Occupation des sols
L'occupation des sols de la commune, telle qu'elle ressort de la base de données européenne d’occupation biophysique des sols Corine Land Cover (CLC), est marquée par l'importance des territoires agricoles (72,3 % en 2018), en diminution par rapport à 1990 (78,7 %). La répartition détaillée en 2018 est la suivante : 
terres arables (69,3 %), zones industrielles ou commerciales et réseaux de communication (9,7 %), zones urbanisées (9,3 %), forêts (8,8 %), zones agricoles hétérogènes (3 %). L'évolution de l’occupation des sols de la commune et de ses infrastructures peut être observée sur les différentes représentations cartographiques du territoire : la carte de Cassini (XVIIIe siècle), la carte d'état-major (1820-1866) et les cartes ou photos aériennes de l'IGN pour la période actuelle (1950 à aujourd'hui).

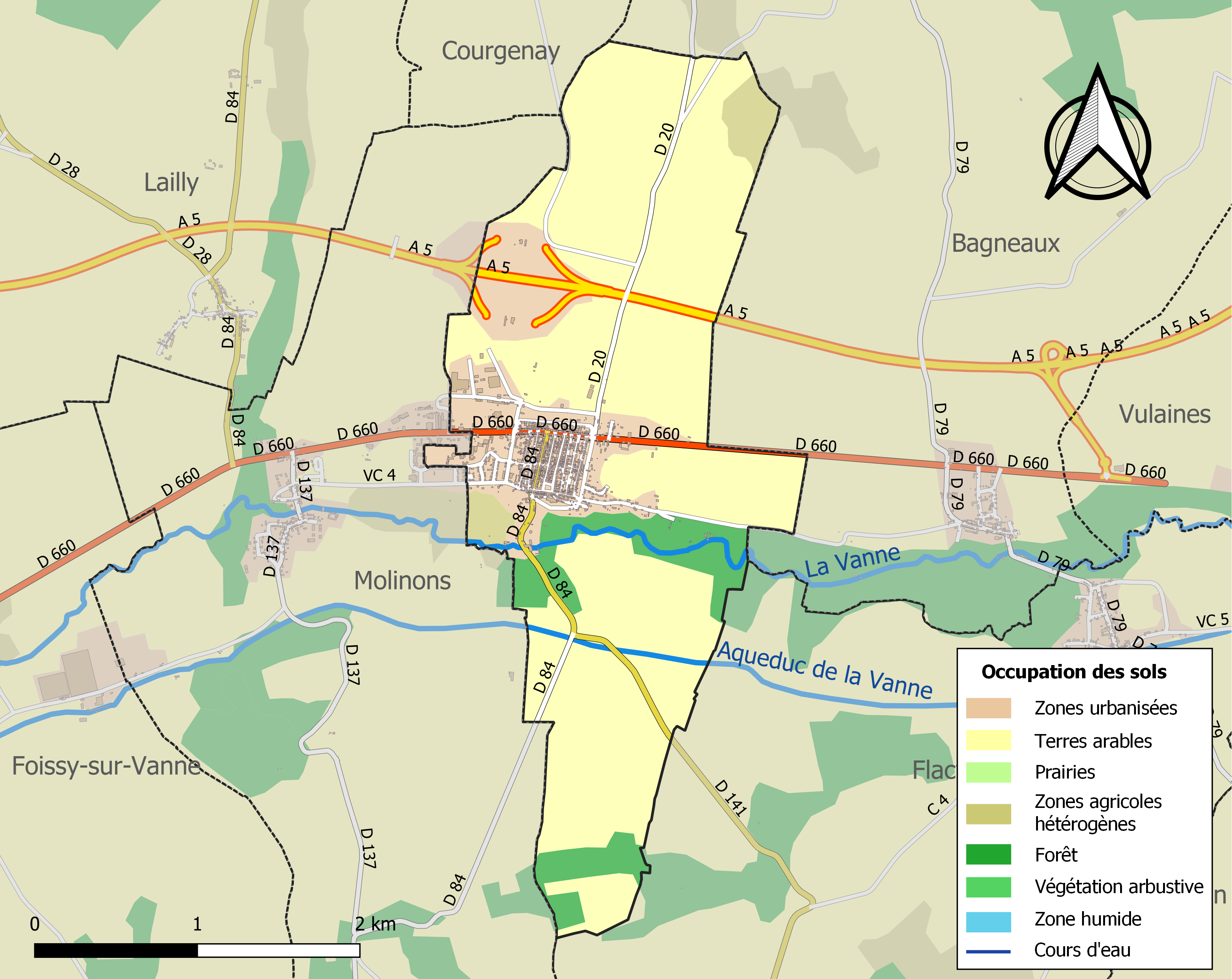
Carte des infrastructures et de l'occupation des sols de la commune en 2018 (CLC).

## Toponymie
Villanova en 1163, Villa nova super vennam et Noeve ville en 1172, villa nova domi archi episcopi super vennam en 1247, villeneuve l'archeveque en 1285 et villanova archiepiscopi en 1453.

## Histoire

### Préhistoire
Le site de « La Prieurée » est occupé au Paléolithique moyen (Weichsélien ancien), avec une industrie de type Micoquien.
Le niveau le plus récent (niveau A) est attribué au Pléniglaciaire moyen (phase finale du Paléolithique moyen).

### Moyen-Âge
La fondation de cette ville nouvelle est relativement récente : Villa super Vennam (qui devint Villa Nova Domini Archiepiscopi super Vennam puis Villeneuve-sur-Vanne) est fondée par l'archevêque de Sens dès le milieu du XIIe siècle (probablement peu avant 1172) à la limite du domaine royal et du comté de Champagne, à distance de l’ancienne voie romaine, au bord d'un bief de la Vanne. Cette première fondation se trahit par l'église, le cimetière et une rue parallèle au bief (ancienne rue des Tanneurs).
La ville actuelle fut construite sur un plan en damier et protégée par une enceinte qui va perdurer jusqu'au XIXe siècle. Cette muraille est à peu près carrée et inclut l’église et l’ancienne voie romaine (aujourd’hui rue Bréard). Toutes les rues droites et larges étaient alignées parallèlement et dirigées suivant la pente du terrain pour permettre l’écoulement des eaux pluviales et ménagères jusqu'à un ruisseau-égout (encore visible sur la promenade de l’Église). Deux voies transversales ainsi que quelques ruelles relient les rues parallèles.
La ville fut créée en Champagne à l’initiative des moines de Saint-Jean de Sens dont l’abbaye était en terre française. Son territoire exigu fut constitué aux dépens des paroisses de Molinons, Bagneaux et Flacy.
La première fondation périclite, sans doute en raison de l'environnement féodal hostile. En effet, les chevaliers de Mauny (à Bagneaux), ont tout à perdre avec cette création.
Elle est relancée par l'archevêque de Sens. Des rues strictement parallèles vont être établies entre l'ancienne voie romaine (actuelle rue Bréard) et les arrières des logis de la rue des Tanneurs. Une rue en biais (rue Traverse) parallèle à la voie romaine (mais pas au bief de la Vanne) assure une communication entre ces longues rues.
La ville reçoit en outre la protection de Guillaume aux Blanches Mains, archevêque de Sens mais aussi frère du comte de Champagne. Il se fait le garant de l'application judiciaire des droits énoncés par une charte inspirée de la coutume de Lorris. De son côté, le roi de France intervient aussi pour autoriser la construction d'un château dans la ville neuve, sur sa frontière, ce que le droit des marches prohibait. En échange, le grand féodal champenois qu'est Anseau II de Traînel devient son vassal. On note que jusqu'à la fin du XIIIe siècle, l'archevêque ne possède aucun foncier ni château dans la ville neuve qui prend son nom. Tout au plus, achète-il ce que les moines de Vauluisant lui cèdent. Le rôle des moines de Saint-Jean s'efface sur le plan foncier pour se cantonner à l'administration spirituelle, acquise lors de l'introduction de l'archevêque dans le projet.
Villeneuve-sur-Vanne dépendit dès lors de deux seigneurs : le comte de Champagne et l’archevêque de Sens, les moines de Saint-Jean ne conservant que les bénéfices de la cure.
Pour accroître l'importance de la ville, l'archevêque lui accorda les coutumes de Lorris, connues pour leur libéralité. Villeneuve connut dès le Moyen Âge un certain succès économique : en 1177, le roi y permit l'établissement d'un marché qui devint un des moteurs économiques de la ville. Une halle fut construite pour abriter les étaux et deux foires furent même instituées le 29 septembre et le 1er décembre pour la Saint-André. Jusqu'au début du XXe siècle, la vigne a été cultivée sur les coteaux de la vallée de la Vanne. La vigne ainsi que la draperie faisaient vivre l'essentiel de la population de Villeneuve, car il y avait des chènevières cultivées sur son territoire.

#### Le voisinage et le baronnage
En même temps qu'un marché fut institué, un château fut édifié au deuxième tiers du XIIe siècle et confié à Anseau II de Traînel, important baron local dont la famille régentait près d'une soixantaine de communes actuelles. Sa famille et son vassal de Mauny (à Bagneaux) avaient très certainement fait échouer la première fondation de la ville par les moines de Saint-Jean de Sens. Ce château était à la fois mouvant du comte de Champagne et du roi de France, excellent moyen de pacifier les relations jusque-là extrêmement tendues entre les deux princes. Il fut vendu une première fois à Hugues de Bouville au moment du mariage de celui-ci. Ce chevalier poursuivit ensuite une brillante carrière à la Cour. De ce fait, ce personnage revendit sa récente acquisition à l'archevêque de Sens à la fin du XIIIe siècle. Le prélat rasa l'édifice avant 1658 (sur un terrain d'une superficie de trois quartiers). Il ne doit pas être confondu avec le château du fief de la Mothe-lès-Villeneuve-l'Archevêque qui subsiste de nos jours, hors les murs sur le chemin de Coulours.
La ville ne dispose pas de fortifications avant le XVIe siècle. Elle a un hôtel-Dieu du XIVe au XVIIe siècle.

#### Voies, chemins et routes
La seconde ville neuve est devenue un carrefour routier. Le grand chemin de Troyes à Sens (voie antique d'Orléans à Trèves) passe dans sa partie la plus haute (rue Haute), mais les chemins conduisant à Pont-sur-Yonne (vers 1165) et Nogent-sur-Seine (vers 1200) y convergent. La ville capte le grand chemin arrivant de Villeneuve-le-Roi, Courtenay et Gien (tracé lui aussi vers 1165, mais se rendant à l'origine directement à Mauny). Plusieurs hôtelleries (Chapeau-Rouge 1651-1733, la Levrette 1724-1735, l'Ecu 1734-1738, etc.) profitent de la manne des voyageurs avant que la vitesse fournie par la route royale ne fasse les beaux jours des auberges et des charcutiers. Les auberges reprennent les enseignes des hôtelleries du Chapeau Rouge (1743-1750), La Levrette (1745-1747), ou se créent de toutes pièces : le Lion (1729).
La ville n'est fortifiée qu'au XVIe siècle. Jusque-là, les habitants pouvaient se réfugier dans le château de l'archevêque, proche des moulins, et semblant faire face à l'église de l'autre côté du bief.
Au XVe siècle, les habitants sont poursuivis en justice avec rigueur par les moines de Vauluisant qui leur contestent le droit de couper du bois pour faire des « mai ». En 1544, l'abbé a fait saisir 115 vaches et veaux et 26 chèvres. En 1295, les moines n'avaient concédé qu'un usage pour les bovins. Un cloutier signale que la ville participe aux activités métallurgiques de la contrée.
Un hôpital est signalé de 1581 à 1698.

#### Le fief de la Mothe-lès-Villeneuve-l'Archevêque
Ce fief a pour siège une motte hors les murs baignée par le cours de la Vanne, à la hauteur des moulins banaux, et sur le chemin de Coulours. Il est successivement la propriété des familles de Lannoy, de La Mothe, Myolat. Les Benoist, issus de la bourgeoisie de Sens, le possèdent durant deux siècles. Le château apparaît à la fin du XVe siècle. Il est dans la mouvance de Molinons. Il fait face à celui de l'archevêque, de l'autre côté du chemin venant de Villeneuve-le-Roi.
- 1508 Gaucher de Couste et Pierre de Launoy, écuyer, sont seigneurs.
- 1563-1573 Nicolas Myolat seigneur en partie (+1573).
- avant 1575 Adrian de Beaumont, Nicolas de La Mothe et Nicolas Moreau.
- 1575-1579 Vincent Miolat, seigneur.
- 1603 Christophe Moreau, écuyer, époux de Marie Legrand.
- 1655-1666 Adrien Moreau, sieur, époux de Marie Malherbe (de Villemaure).

Ce fief dispose de sa justice seigneuriale (prévôté).
Un petit habitat voisine le château.

#### Activités économiques
Au XVIe siècle, la première activité de Villeneuve-l'Archevêque est la draperie (laine) suivie par le tissage (chanvre). La première dispose sur place de drapiers (31 en 1580), cardeurs, fileurs de laine, couturiers (3 en 1580), tailleurs d'habits (2 en 1580), foulons en draps (3 en 1580), teinturier (un en 1580), merciers (3 en 1580)  en grand nombre. Les seconds se reposent sur les tisserands en toile (19 an 1580). La ville possède dès 1580 (deux) des chapeliers, profession réglementée. Des moulins à foulon sis à Molinons permettent la finition du travail. Tardivement (1788), des bonnetiers tentent vainement de s'implanter.
Un tripot (jeu de paume) permet de ranger la ville parmi les agglomérations importantes. Même relatif, le commerce offre certaines spécialités rares : cloutier, vitriers, potiers d'étain, apothicaires. Des moulins jalonnent le cours de la Vanne durant sa traversée du territoire paroissial. Celui de la Pique est dédié au broyage de l'écorce de chêne pour la confection du tan. Les tanneurs travaillent près d'un bras de la Vanne et de l'église paroissiale (rue des Tanneries). Certains sont huguenots (famille Richard).
Des familles marquent le paysage social de la ville et de Sens : de Poncy, Dauge, Pierre, Chevallier, Myolat, Ravyon. Au XVIIIe siècle, une brillante bourgeoisie locale porte la prospérité de la ville.
Les moines de Vauluisant disposent d'un hôtel en ville, comme à Provins, Troyes et Sens. Ils se sont retirés de la ville neuve au profit de l'archevêque, ne conservant qu'un hôtel. Il a momentanément accueilli le bureau de poste.

#### Quelques événements

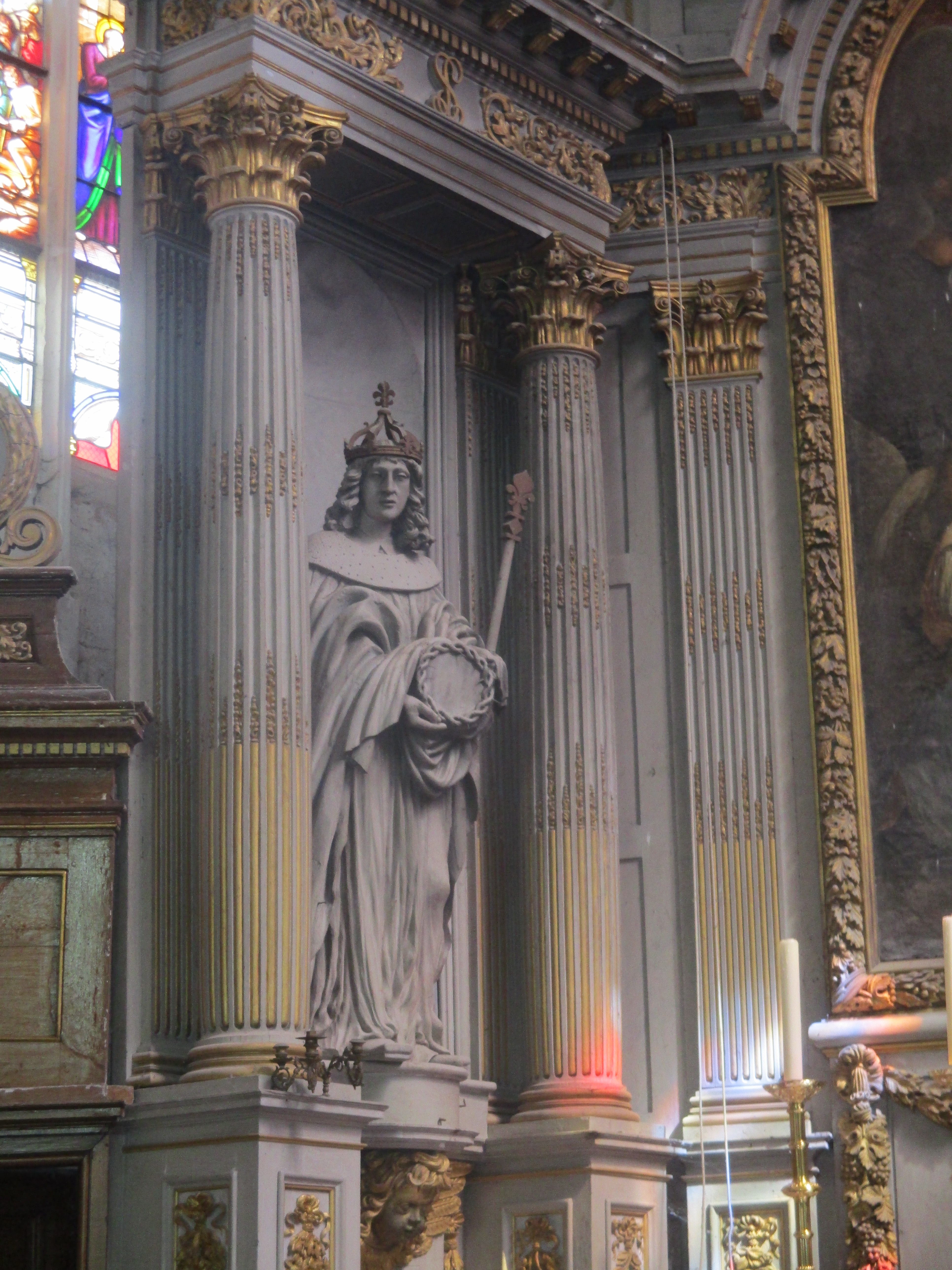
Statue de saint Louis tenant la couronne d'épines,
église de Villeneuve-l'Archevêque.

- 1239 : Le 10 août, Saint Louis entouré de toute sa cour, y accueillit la Couronne d’épines qu'il venait d'acheter à l'empereur Baudoin II, empereur de Constantinople (celui-ci l'avait gagée chez les Vénitiens)[22]. Ce fut un immense événement pour les villageois, accompagné de cérémonies importantes : le reliquaire fut porté dans l'église. La légende dit que le lendemain, lors d'une procession magnifique à Sens, le roi et son frère Robert Ier d'Artois portèrent la relique en chemise et pieds nus jusqu'à la cathédrale. Elle fut ensuite portée à Paris où saint Louis lui fit construire une écrin digne de son importance : la Sainte-Chapelle[22].
- 1240 : Les moines de Pontigny y passèrent lorsqu'ils transportèrent le corps de l'archevêque de Cantorbéry, futur saint Edme, de Soisy à Pontigny.
- 1356 : Villeneuve fut ravagée par les troupes anglaises, puis par les compagnies d'écorcheurs.
- 1371 : Passage de Philippe le Hardi, duc de Bourgogne.
- 1564 : Séjour de trois jours de Charles IX.
- 1570 : Occupation du bourg par les huguenots pendant trois jours, puis séjour des troupes du Roi et de la Ligue.

### Époque moderne
À partir de 1758, la ville accueille un messager qui distribue les lettres dans tous les villages environnants. À partir de 1768, un appareilleur des travaux du roi surveille les travaux de construction de la route royale. Une brigade de la maréchaussée est installée en 1771 avec quelques cavaliers commandés par un brigadier. En 1778, un maître de poste atteste de l'ouverture de la route royale menant de Sens à Troyes.
Au cours de la Révolution française, la commune fut provisoirement renommée Villeneuve-la-Montagne et Villeneuve-sur-Vanne.

### Tendances politiques et résultats

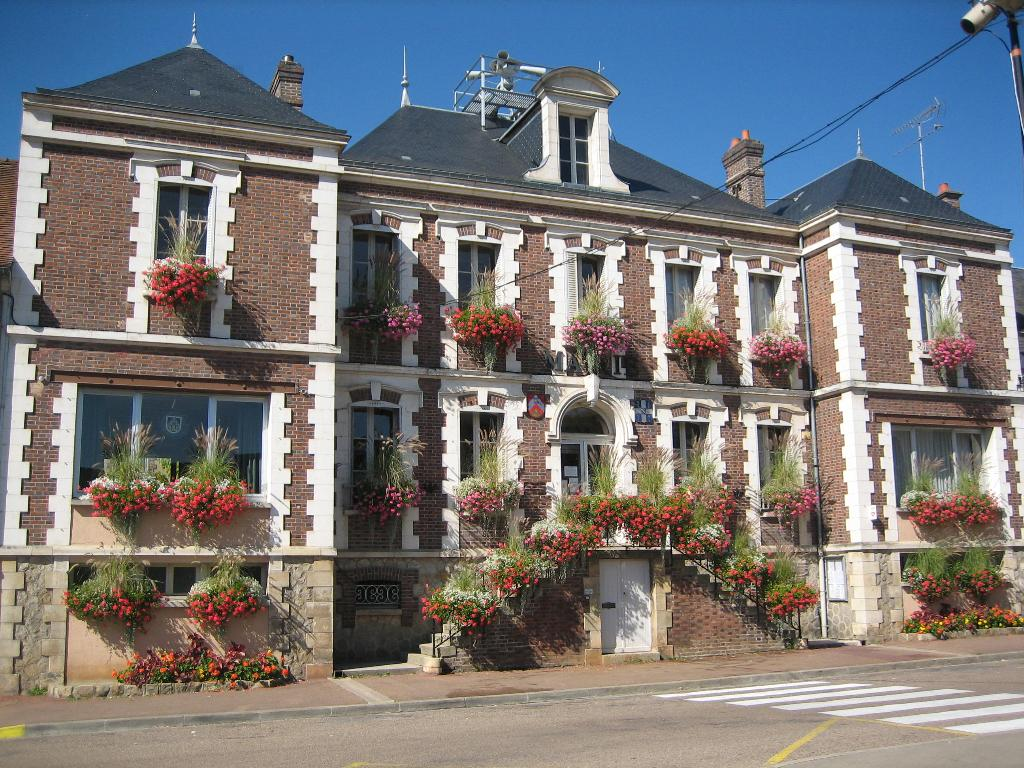
Mairie de Villeneuve L'Archevêque

## Politique et administration

### Liste des maires
- Jean Blanchet de 1734 à 1736.
- Jean-Baptiste Blanchet, avant 1746. Marchand.
- Claude Prunay de Chambouzon, en 1746. Ancien commissaire de la Maréchaussée, procureur fiscal de Villeneuve-l'Archevêque. Gendre du précédent.
- Nicolas Nicaise, en 1750 et 1752. Marchand et procureur fiscal de Villeneuve-l'Archevêque.
- François Poncy, en 1758.
- Jean-Savinien Poncy (1701+1771), avant 1759. Marchand.
- Edme Fillau (1695+1765), en 1762 et 1763. Bourgeois.
- Jean Blanchet, avant 1767. Marchand.
- François Poncy (1698+1781), en 1766. Marchand.
- Jean Blanchet (1695+1774) avant 1774. Marchand.
- Nicolas-Philippe Poupelier (1701+1772), avant 1772. Marchand de bois.
- François Blanchet, en 1774. Négociant, fils du précédent.
- Jean Blanchet en 1780. Négociant.
- Maurice-Gabriel Grasson, de 1781 à 1790. Originaire de Saint-Florentin (1769). Frère du directeur de la Monnaie de Troyes.
- Bernard Duplan en 1792. Appareilleur des travaux du roi (1769), entrepreneur de Bâtiments (1776-1784) puis des Ponts & Chaussées (1788). Originaire de Mont-de-Marsan (1769).

| Période                                  | Période  | Identité          | Étiquette | Qualité                                                                  |
| ---------------------------------------- | -------- | ----------------- | --------- | ------------------------------------------------------------------------ |
| 1832                                     | 1837     | M. Goubault       |           |                                                                          |
| Les données manquantes sont à compléter. |          |                   |           |                                                                          |
| 1971                                     | 1974     | Henri Kienlen     | PS        | Docteur vétérinaire. Conseiller Général.                                 |
| 1974                                     | 1977     | ?                 |           |                                                                          |
| 1977                                     | 1983     | Henri Kienlen     |           | Docteur vétérinaire. Conseiller Général.                                 |
| 1983                                     | 2014     | Michel Rebéquet   |           | Instituteur. Président de la CC de la Vanne et du Pays d'Othe. ( → 2014) |
| 2014                                     | En cours | Sébastien Karcher |           | Enseignant. Président de la CC de la Vanne et du Pays d'Othe (2020 → )   |

### Jumelages
| \| Kirchberg (Rhin-Hunsrück) Villeneuve-l'Archevêque \| Localisation des communes jumelées en Europe. |
| Kirchberg (Rhin-Hunsrück) Villeneuve-l'Archevêque                                                     |

- Kirchberg (Rhin-Hunsrück) (Allemagne).

## Démographie
L'évolution du nombre d'habitants est connue à travers les recensements de la population effectués dans la commune depuis 1793. Pour les communes de moins de 10 000 habitants, une enquête de recensement portant sur toute la population est réalisée tous les cinq ans, les populations de référence des années intermédiaires étant quant à elles estimées par interpolation ou extrapolation. Pour la commune, le premier recensement exhaustif entrant dans le cadre du nouveau dispositif a été réalisé en 2007.

En 2022, la commune comptait 1 111 habitants, en évolution de −3,05 % par rapport à 2016 (Yonne : −1,95 %, France hors Mayotte : +2,11 %).
| 1793  | 1800  | 1806  | 1821  | 1831  | 1836  | 1841  | 1846  | 1851  |
| ----- | ----- | ----- | ----- | ----- | ----- | ----- | ----- | ----- |
| 1 519 | 1 972 | 1 880 | 1 797 | 1 991 | 1 980 | 1 925 | 1 845 | 1 877 |

| 1856  | 1861  | 1866  | 1872  | 1876  | 1881  | 1886  | 1891  | 1896  |
| ----- | ----- | ----- | ----- | ----- | ----- | ----- | ----- | ----- |
| 1 818 | 1 857 | 1 843 | 1 841 | 1 878 | 1 808 | 1 824 | 1 767 | 1 645 |

| 1901  | 1906  | 1911  | 1921  | 1926  | 1931  | 1936  | 1946  | 1954  |
| ----- | ----- | ----- | ----- | ----- | ----- | ----- | ----- | ----- |
| 1 572 | 1 522 | 1 460 | 1 365 | 1 372 | 1 406 | 1 338 | 1 347 | 1 321 |

| 1962  | 1968  | 1975  | 1982  | 1990  | 1999  | 2006  | 2007  | 2012  |
| ----- | ----- | ----- | ----- | ----- | ----- | ----- | ----- | ----- |
| 1 331 | 1 345 | 1 314 | 1 234 | 1 136 | 1 203 | 1 237 | 1 242 | 1 175 |

| 2017  | 2022  | - | - | - | - | - | - | - |
| ----- | ----- | - | - | - | - | - | - | - |
| 1 131 | 1 111 | - | - | - | - | - | - | - |

## Culture locale et patrimoine

### Lieux et monuments

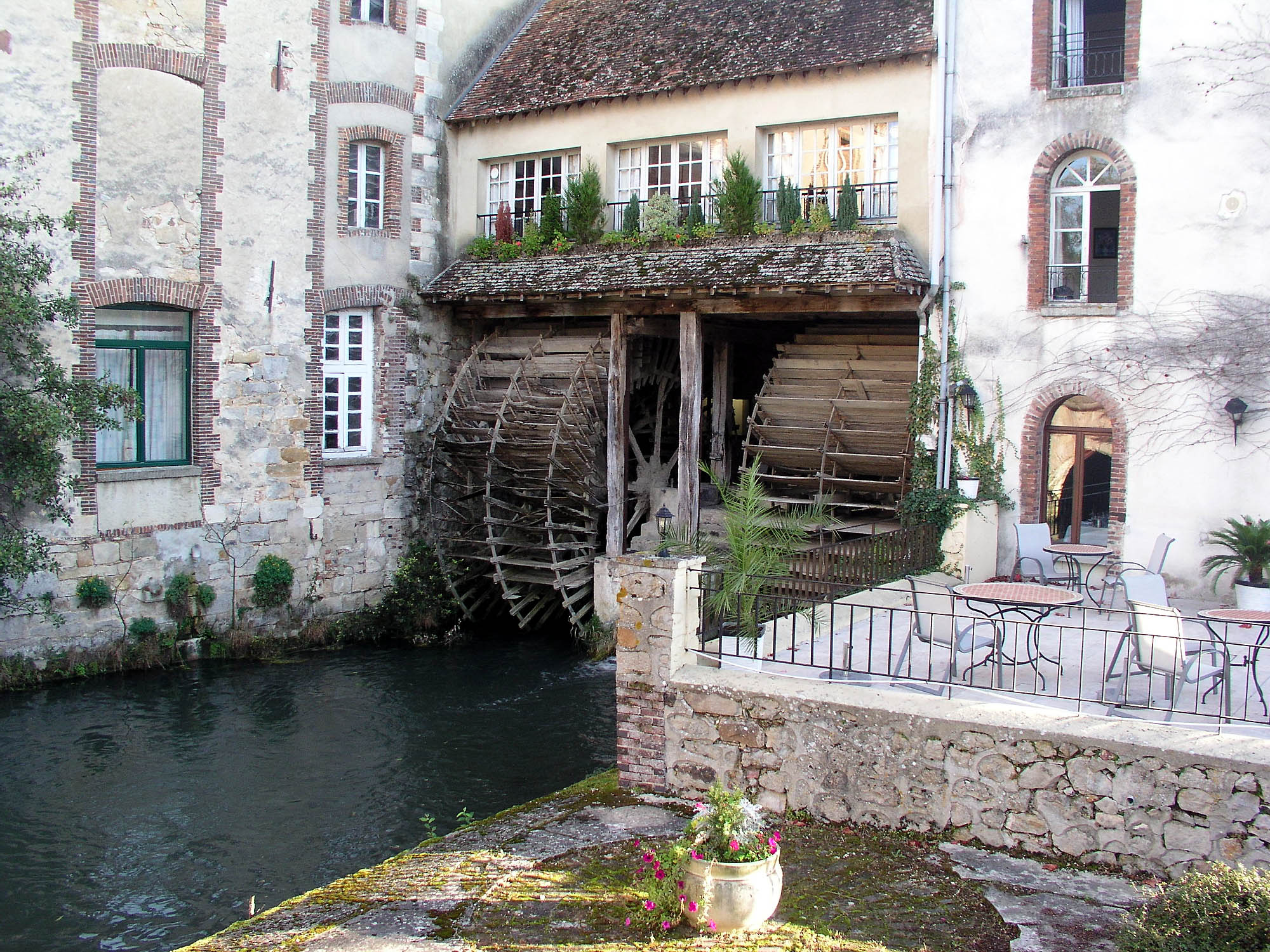
Moulins banaux sur la Vanne.

- Classée Monument Historique, l’église Notre-Dame de Villeneuve-l'Archevêque, date du XIIe siècle. C'est une église d'abord romane qui a été remaniée aux XIIIe siècle puis au XVIe siècle. Elle réunit donc une partie romane, une partie gothique et une partie Renaissance. Le portail septentrional du XIIIe siècle, sculpté, est dans un état de conservation exceptionnel. Il est consacré à la Vierge et à l’Enfant. Le clocher couvert d’ardoise est constitué d’une flèche de charpente de la Renaissance en bronze doré, flanquée de quatre clochetons. L’intérieur, abrite une Mise au tombeau provenant de l’abbaye de Vauluisant, datée de 1528 et attribuée au « Maître de Chaource », sculpteur champenois anonyme du XVIe siècle, une pietà et de nombreuses statues de la même époque.
- Moulins banaux du XVIe siècle. Ces moulins à eau, propriété des archevêques, ont été reconstruits par le marchand Jacob Moreau à la fin des guerres dites de Religion[27]. Les roues sont de grande dimension et profitent d'une belle chute d'eau.
- Promenades plantées de tilleuls vénérables à l'emplacement des fossés bordant les anciennes fortifications.

- Château. Édifié par la famille de Trainel, devenu la propriété de la famille de Bouville, il est acquis par l'archevêque de Sens. Rasé dans le cours du XVIIe siècle.

### Personnalités liées à la commune
- Françoise Cactus (1958 - 2021), romancière, artiste, chanteuse et multi-instrumentiste.